# Kiev (azienda)
Kiev (in cirillico: Киев) è stato un marchio sovietico ed ucraino di macchine fotografiche della fabbrica Arsenal dedicata alla produzione di attrezzature per la difesa dello stato sovietico. Il nome era dato dalla città di Kiev dove la fabbrica era sita.

## Arsenal
La fabbrica Arsenal di solito faceva dei cloni semplificati di macchine prodotte prima della seconda guerra mondiale dalla Germania, nel caso delle Kiev però si trattò di progetti originali. Inoltre produceva le lenti ottiche: Mir e Arsat, buone copie delle Zeiss tedesche.

## Kiev
Il primo modello Kiev è stata la fotocamera reflex Salyut medio formato 6x6 a partire dal 1957-1974 con la quantità di pezzi prodotti pari a 50000. Il suo successore è la Salyut-S. Essa aveva un obiettivo Industar-29 80 millimetri f2.8; la somiglianza di questa fotocamera con le Hasselblad 1000 F e 1600F è veramente notevole.

### Produzione

#### 35 millimetri

##### Telemetro
- Kiev-II (2)
- Kiev-2A
- Kiev-III (3)
- Kiev-3A
- Kiev-4
- Kiev-4A
- Kiev-4AM
- Kiev-4M
- Kiev-5

##### SLR
- Kiev 10
- Kiev 15
- Kiev 15 TTL
- Kiev 17
- Kiev 17 M
- Kiev 18
- Kiev 19[3]
- Kiev 19M
- Kiev 20

##### Obiettivo fisso

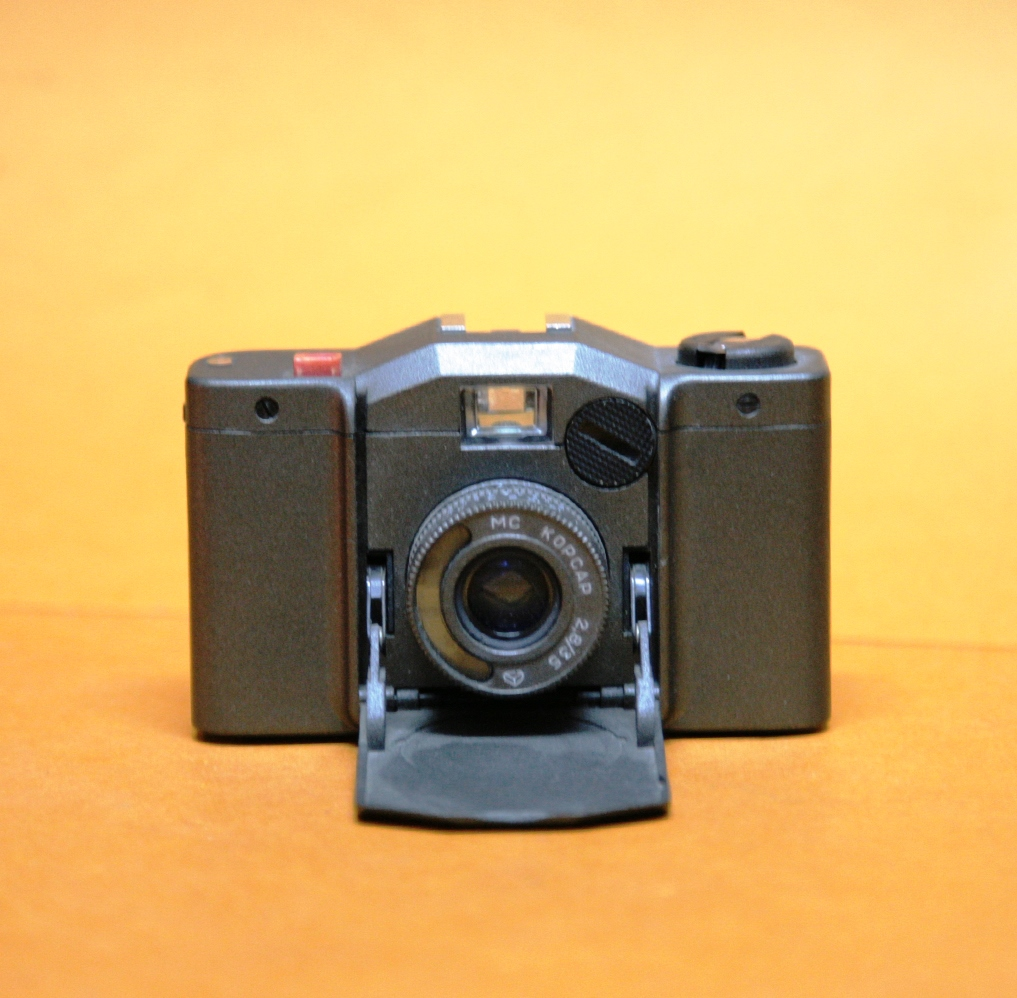
Kiev 35A 1993

- Kiev 35
- Kiev 35A
- Kiev Exxell automatico

##### SLR medio formato
- Kiev 6C
- Kiev 60[4][5]
- Kiev 80
- Kiev 88[4][6]
- Kiev 90
- Salyut
- Salyut-S (Salyut-C)

##### Fotocamere Spia a 16 millimetri

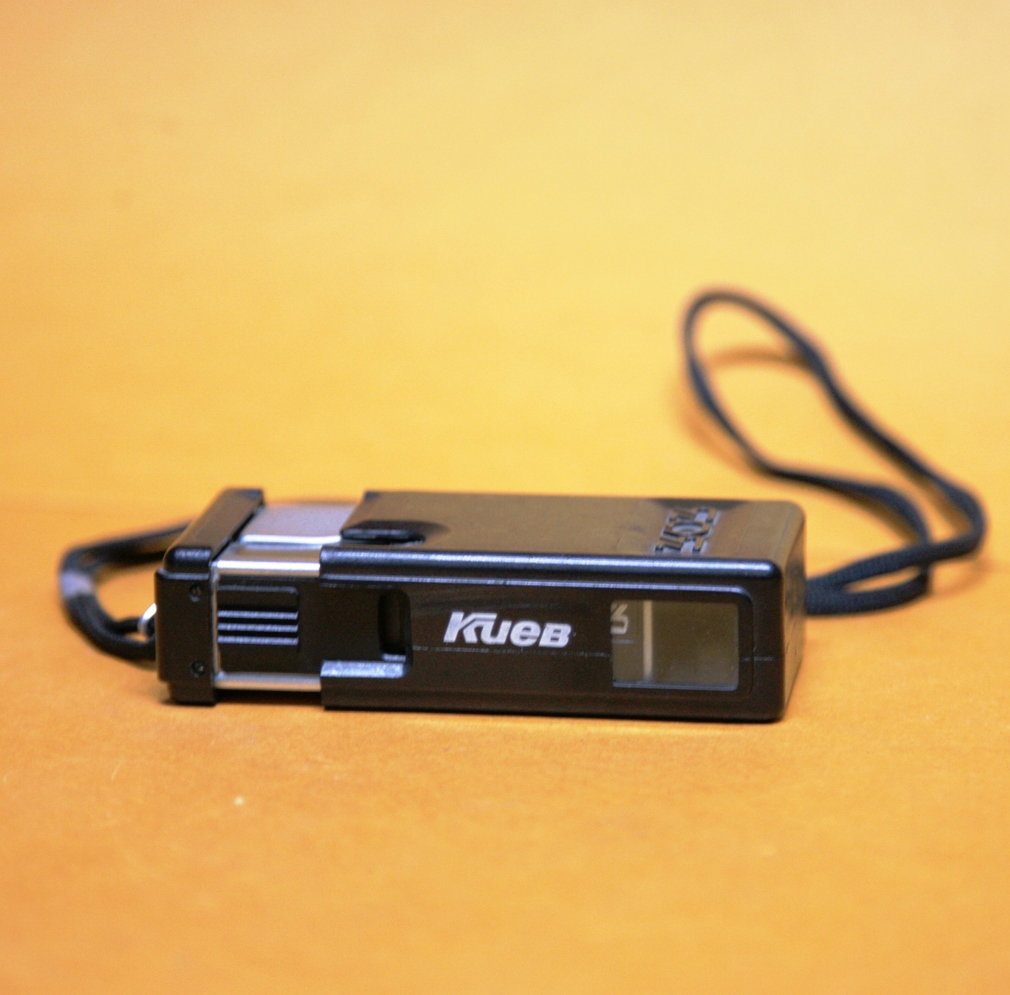
KIEV fotocamera spia modello303 del 1970

- Kiev-30
- Kiev-30M
- Kiev 303
- Kiev Vega
- Kiev Vega 2

#### Lenti per fotocamere di medio formato
Associazione di produzione "Arsenal" ha realizzato obiettivi intercambiabili per fotocamere di medio formato, contraddistinte con la lettera suffisso B a baionetta.
| Lenti       | Immagine | distanza focale | apertura massima | tipo di innesto a baionetta | angolo del campo visivo della lente | Utilizzo                |
| ----------- | -------- | --------------- | ---------------- | --------------------------- | ----------------------------------- | ----------------------- |
| Zodiac-8    |          | 30              | 3,5              | Б и В                       | 180°                                | "Fisheye"               |
| Mir-26      |          | 45              | 3,5              | Б и В                       | 83°                                 | obiettivo grandangolare |
| World-3     |          | 65              | 3,5              | Б и В                       | 66°                                 | obiettivo grandangolare |
| Mir-38      |          | 65              | 3,5              | Б и В                       | 66°                                 | obiettivo grandangolare |
| Industar-29 |          | 80              | 2,8              | В                           | 44°                                 | obiettivo normale       |
| Wave-3      |          | 80              | 2,8              | Б и В                       | 44°                                 | obiettivo normale       |
| Vega-12     |          | 90              | 2,8              | Б и В                       | 47°                                 | obiettivo normale       |
| Vega-28     |          | 120             | 2,8              | Б и В                       | 31°                                 | teleobiettivo           |
| Kaleynar-3  |          | 150             | 2,8              | Б и В                       | 28°                                 | teleobiettivo           |
| Jupiter-36  |          | 250             | 3,5              | Б и В                       | 19°                                 | teleobiettivo           |
| Telear-5    |          | 250             | 5,6              | Б, В                        | 18°                                 | teleobiettivo           |
| Tair-33     |          | 300             | 4,5              | Б и В                       | 15°                                 | teleobiettivo           |
| ZM-3        |          | 600             | 8,0              | Б и В                       | 7,5°                                | obiettivo catadiottrico |